# Наставни час
Наставни час је основна, временска, садржајна, структуирана, методичка целина и најбитнији организациони облик наставног процеса. У структури, организацији и њеном садржају треба да су заступљени сви принципијални захтеви који призилазе из циљева, задатака и специфичности.

## Саставни елементи наставног часа
- Уводни део часа (5-10min)
- Главни део часа(25-30min)
- Завршни део часа (5-10min)

### Уводни део часа
- садржајну припрему (провера домаћег задатка, постављање питања)
- психолошку припрему (истсцање наставне јединице, мотивација)
- Техничку припрему (избор средстава и помагала)[1]